# ميلو (مذكرة الموت)
ميهيل كيل (باليابانية: ミ ハ エ ル ・ ケ ー ル) (هيبورن: ميهيرو كورو) ويُشار إليه عالميًا باسم ميلو (メ ロ ، ميرو) هو شخصية خيالية في سلسلة المانجا مذكرة الموت التي ألفها تسوغومي أوبا وتاكيشي أوباتا. تم تقديم ميلو جنبًا إلى جنب مع نير كبديلٍ محتمل لـشخصية إل. تربَّى ميلو ونير في منزل وامي (بالإنجليزية: Wammy's House)‏ وهو ملجأ للأيتام بناه واتاري مساعد إل. مع ذلك، يرفضُ ميلو العمل مع نير للقبض على قاتلٍ يُدعى كيرا. على مدار مذكرة الموت، ينضمُّ إلى المافيا، ويحصل على مذكرة الموت، ويتسبب في وفاة بعض الأشخاص، ويموت قبل أن يتمكّن من كشف هوية كيرا. ظهر ميلو أيضًا في مشاهد أخرى من المسلسل، بما في ذلك ألعاب الفيديو والروايات القصيرة.
أُنشأت شخصية ميلو، إلى جانب شخصية نير، لكسر الحلقة اللانهائية من المواجهات بين المحقق إل ولايت ياغامي، الرجل الذي يقف وراء شخصية كيرا. تم تصميم كل من ميلو ونير بعد إل وتم تصورهما في البداية على أنهما توأمان وأبناء إل. في النهاية، تم إسقاط هذه الفكرة، مع تبديل تصميماتهم مقارنة بالمفهوم الأصلي. تم التعبير عنه في سلسلة الرسوم المتحركة اليابانية من قبل نوزومو ساساكي وفي النسخة الإنجليزية من تأليف ديفيد هورويتز.

## وقت ظهور الشخصية
اسمُ ميلو الحقيقي في مذكرة الموت هو ميهيل كيل، نشأ في منزل وامي وهو دارٌ للأيتام للأطفال الموهوبين فكريًا، وهو أحد اثنين من الخلفاء المحتملين لإل الذي يُعتبر أفضل محققٍ في العالم. عندما يموت إل، يُقترح عليه العمل مع نير، الخليفة المحتمل الآخر، للعثور على قاتل إل وهو مجرم يُدعى كيرا. يرفض ميلو الاقتراح، مشيرًا إلى علاقتهما السيئة والشخصيّات المختلفة. يُغادر دار الأيتام وينضمُّ إلى المافيا لاحقًا. نظرًا لإدراكه لمذكرة الموت – وهو كتابٌ يسمح لأي شخص بقتل الأفراد بمجرد معرفة وجوههم وأسمائهم – بحوزة الشرطة اليابانية، قام ميلو باختطاف مديرها. شرعَ ميلو بعد ذلك ميلو في اختطاف سايو ياجامي، ابنة نائب مدير الشرطة، سويشيرو ياجامي ثمّ نجح في الحصول على مذكرة الموت هذه المرة.
يكتشفُ لايت ياجامي مكان مخبأ ميلو، والنتيجة غير المباشرة لذلك هي أن ميلو يلتقي بشينيغامي سيدوه، المالك الأصلي لمذكرة الموت لميلو. يكشفُ سيدو له مقابل بعض شوكولاتة ميلو أنّ هناك قاعدتين مزيفتين إضافيتين (بالإضافة إلى عدد من القواعد الحقيقية المحددة لكل مالك مذكرة الموت). يبدأ ميلو في التنظير بأنه أيًا كان كيرا، فمن المحتمل أنه استخدم هذه القواعد الزائفة لخداع الشرطة اليابانية ليجعلها تعتقد أنه بريء. ومع ذلك، طلبَ لايت من فريق سوات بقيادة سوشيرو مداهمة المخبأ. من أجل الهروب، قام ميلو بتفجير متفجرات يتم التحكم فيها عن بُعد. بعد أن أصيب سويشيرو بجروح قاتلة من أحد شركائه في المافيا. ترك ميلو ندبة على وجهه، وفَشَلُ مخططه للمافيا يترك اسمه الحقيقي بين يدي لايت.
يغزو ميلو إس بي كا وهي منظمة تهدفُ إلى القبض على كيرا لاستعادة صورة لنفسه من نير. قبل مغادرته إس بي كا، أخبر ميلو نير عن سيدوه والقواعد المزيفة، والتي تزيد من شكوك نير، ثم استعان ميلو بمساعدة صديقه مات للتجسس على ميسا أماني، مشتبهًا في أنها تُساعد كيرا. بعد معرفة أن لايت هو كيرا يُحاول نير إلقاء القبض عليه، قام ميلو ومات باختطاف كيومي تاكادا، المتحدث باسم كيرا. يتظاهر مات بمهاجمة تاكادا، ويقترح ميلو اصطحابها إلى بر الأمان. يوافق تاكادا لكنه يدرك هويته بعد ذلك.  يجبرها ميلو على خلع ملابسها للتخلص من أي أجهزة تتبع. ومع ذلك، يستخدم تاكادا قطعة مخفية من ورقة مذكرة الموت لقتل ميلو، حيث أخبرها لايت باسمه وماذا تفعل في مثل هذه الحالة. أدت تصرفات ميلو في النهاية إلى سقوط لايت. يستخدم نيرو ميكامي مذكرة الموت الحقيقية المخفية لمحاولة قتل تاكادا، مما يؤدي إلى قرب معرفة أن دفتر الملاحظات الذي كان ميكامي يستخدمه سابقًا مزيف ومبادلة مذكرة الموت الحقيقية مع المذكرة المزيفة في المواجهة النهائية ضد كيرا (القاتل).

## الشخصيّة في المسلسل
في الدراما التلفزيونية، حدث تغيير كبير في هذه الشخصية فميلو ليس شخصية بمفرده بل هو النصف الآخر من شخصية نير المنقسمة، ويعيش داخل جسد نير. على هذا النحو، يتمُّ تجسيدهُ من قبل نفس الممثلة التي تقوم بدور نير، ميو يوكي. لم يكن هذا الانقسام واضح في الحلقة الأولى، حيث قُدّمت الشخصيّة لأول مرة على أنها دمية في يد نير. بعد أن علم أن إل قد قُتل، يتعاونُ ميلو ونير مع عميل مكتب التحقيقات الفيدرالي شوكو هيمورا. أخذ ميلو مساعدة هيمورا لاختطاف سايو ياجامي من أجل الحصول على مذكرة الموت. لايت ياجامي يجعل هيمورا يفجّرُ مخبأ ميلو بمساعدة مذكرة الموت. ينجو ميلو من التفجير ويتعهد عبر الهاتف بكشفِ لايت باسم كيرا. يُخطّط لايت لنصب كمين آخر مع فرقة العمل والشرطة اليابانية لهزيمة ميلو. في وقت لاحق، يلتقي لايت مع ميسا وميكامي ويأمرهم بقتل فرقة العمل وميلو على التوالي. أثناء الكمين، يواجه لايت ميلو في أحد المستودعات. يكشف نير أنه تظاهر بأنَّ ميلو استولى عليه كجزء من خطة لفضحِ ميكامي باعتباره كيرا الحالي.